# برادلي روبنسون (لاعب كرة قدم كندية)
برادلي روبنسون (بالإنجليزية: Bradley Robinson)‏ هو لاعب كرة قدم كندية أمريكي، ولد في 24 يناير 1985 في دونكان في الولايات المتحدة.

## وصلات خارجية
- برادلي روبنسون على موقع JustSportsStats.com (الإنجليزية)